# サード・ワールド・ポッセ
『サード・ワールド・ポッセ』(Third World Posse)は、1992年にオーストラリアで独占的にリリースされたブラジルのヘビーメタルバンド、セパルトゥラによる限定版EPです。1991年5月31日にスペインで開催されたUnder Siege（Live in Barcelona)のビデオから撮影された3つのライブトラック「Dead Embryonic Cells」、デッドケネディのカバー「Drug Me」のカバーが含まれています。
"Drug Me"ライブトラックは、Under Siegeのビデオを取り除いた後、EPサード・ワールド・ポッセ（1992）で収集しました。

## トラック
| #  | タイトル                                       | 作詞 | 作曲・編曲 | 時間 |
| -- | ---------------------------------------------- | ---- | ---------- | ---- |
| 1. | 「Dead Embryonic Cells」                       |      |            | 4:31 |
| 2. | 「Drug Me」(デッドケネディのカバー)            |      |            | 1:49 |
| 3. | 「Inner Self (Live)」                          |      |            | 4:43 |
| 4. | 「Troops of Doom (Live)」                      |      |            | 2:55 |
| 5. | 「Orgasmatron (Live)」(モーターヘッドのカバー) |      |            | 3:28 |

## 参加メンバー
マックス・カヴァレラ(vo/gt)
アンドレアス・キッサー(gt)
パウロJr.(ba)
イゴール・カヴァレラ(drm)